# Trafic
Trafic es una película francoitaliana en tono de comedia, dirigida por Jacques Tati entre 1969 y 1971 y estrenada ese último año.

## Sinopsis
El señor Hulot es diseñador en Altra, una pequeña sociedad parisina dedicada a la fabricación de automóviles. A él se le encarga conducir un Renault 4 dotado con numerosos artilugios de su invención hasta una exhibición en Ámsterdam. En su viaje, el tránsito vehicular se presentará como un obstáculo. Maria, encargada de las relaciones públicas de Altra, muy impaciente a causa de un retraso inicial, desencadena con sus acciones una serie de contratiempos y catástrofes. Un choque múltiple, por ejemplo, sirve para escenificar las divertidas reacciones de los involucrados en el mismo.()

## Personajes
| Actor                 | Personaje                               |
| --------------------- | --------------------------------------- |
| Jacques Tati          | Señor Hulot                             |
| Maria Kimberly        | Maria, encargada de relaciones públicas |
| Marcel Fraval         | El camionero                            |
| Honoré Bostel         | Director de Altra                       |
| François Maisongrosse | François, vendedor de Altra             |
| Tony Kneppers         | Mecánico                                |
| Franco Ressel         |                                         |
| Mario Zanuelli        |                                         |

## Premios
| Año  | Premio                  | Nominado       | Resultado |
| ---- | ----------------------- | -------------- | --------- |
| 1972 | BAFTA a la mejor música | Charles Dumont | Candidato |

## Curiosidades
Esta fue la última película en que apareció Monsieur Hulot, un famoso personaje de Jacques Tati.